# La Grande-4 Airport
La Grande-4 Airport (franska: Aéroport de La Grande-4) är en flygplats i Kanada.   Den ligger i regionen Nord-du-Québec och provinsen Québec, i den östra delen av landet, 900 km norr om huvudstaden Ottawa. La Grande-4 Airport ligger 306 meter över havet.
Terrängen runt La Grande-4 Airport är platt. Trakten runt La Grande-4 Airport är nära nog obefolkad, med mindre än två invånare per kvadratkilometer..
Omgivningarna runt La Grande-4 Airport är i huvudsak ett öppet busklandskap.